# Love Will Tear Us Apart
Love Will Tear Us Apart is het bekendste nummer van de postpunkgroep Joy Division. Het behaalde in 1980 in Engeland de dertiende plaats in de hitparade en werd een nummer 1-hit in Nieuw-Zeeland. Ian Curtis, zanger van de band, heeft dit succes zelf nooit meegemaakt: op 18 mei 1980 pleegde hij zelfmoord.
Het nummer staat niet op een studioalbum van Joy Division. Ook staat het niet op de compilatie Still. Het staat echter wel op de compilatie Substance. Op de compilatie Permanent staat het nummer ook. Voor dit album is een exclusieve remix gemaakt.
Het nummer gaat mogelijk over Curtis' vrouw Deborah. Het stel zou gaan scheiden en Curtis, die tijdens zijn huwelijk ook vreemdgegaan was met de Belgische Annik Honore, schreef dit lied naar aanleiding van deze situatie. Vermoedelijk is Love Will Tear Us Apart ook een antwoord op Love Will Keep Us Together van Neil Sedaka, bekend geworden in de versie van Captain and Tennille. Toen Ian Curtis op 18 mei 1980 zichzelf verhing werd de song meteen een hit, en uiteindelijk bleef het de enige hit van Joy Division. Wel heeft Joy Division meer bekende nummers. She's Lost Control, Transmission en Isolation zijn in de loop van de tijd alternatieve klassiekers geworden. Geen enkel nummer werd echter zo bekend als Love Will Tear Us Apart.
De single is in 1995 en 2007 opnieuw uitgegeven. Het werd uitgegeven op vinyl, samen met het uitbrengen van Anton Corbijns film Control, een film over het leven van zanger Ian Curtis. Ook werden de albums Unknown Pleasures, Closer en Still opnieuw uitgegeven.

## Overzichtslijsten
In 2003 werd door het blad New Musical Express dit nummer als beste single aller tijden uitverkoren. In de KXradio Freak 10.000 eindigde het nummer op plaats 23. In de lijst staan in totaal vier Joy Division-songs. In de lijst met de grootste songs aller tijden van muziekblad Rolling Stone Magazine eindigde het nummer op plaats 179.
In 2006 eindigde Love Will Tear Us Apart op de zevende plaats van de Kink 1111 van Kink FM. In de lijst staan in totaal zeven nummers van Joy Division. In 2007 eindigde het nummer op de vierde plaats in de Kink 1212. In de tijdens Kink FM´s Wave Week uitgezonden Wave 40 stond het nummer op 1.
In 2007 kwam het nummer op de 78e plaats terecht in de Classic Request Top 100 van 3FM. In mei 2007 behaalde het nummer de 19e plaats in de lijst van de 50 Greatest Indie Anthems door muziekblad NME.

### NPO Radio 2 Top 2000
Love Will Tear Us Apart stond in 2007 voor de eerste keer in de NPO Radio 2 Top 2000 en kwam binnen op plaats 1424. Opvallend is dat het nummer nooit eerder in de Top 2000 stond. In 2007 was er een nieuwe interesse voor Joy Division, vanwege Anton Corbijns film 'Control' over het leven van zanger Ian Curtis. Dit is een mogelijke oorzaak voor de plotselinge binnenkomst. Nog een mogelijke verklaring is dat het nummer een lange tijd niet in de door Radio 2 vastgestelde keuzelijst stond.
In 2008 stond het nummer niet in de Top 2000, omdat alle stemmen van de voorgaande negen jaren bij elkaar werden opgeteld en Love Will Tear Us Apart alleen in 2007 in de lijst stond. In 2009 kwam het nummer opnieuw binnen op 337, hoger dan het ooit had gestaan in de Top 2000. In 2010 stond Love Will Tear Us Apart op nummer 394, 57 plekken lager dan het voorafgaande jaar. In 2011 steeg het nummer 100 plaatsen naar 294 en behaalde het nummer hier een nieuw record mee.
| Nummer met noteringen in de NPO Radio 2 Top 2000 | '07  | '08 | '09 | '10 | '11 | '12 | '13 | '14 | '15 | '16 | '17 | '18 | '19 | '20 | '21 | '22 | '23 | '24 |
| ------------------------------------------------ | ---- | --- | --- | --- | --- | --- | --- | --- | --- | --- | --- | --- | --- | --- | --- | --- | --- | --- |
| Love Will Tear Us Apart                          | 1424 | -   | 337 | 394 | 294 | 278 | 221 | 305 | 333 | 383 | 427 | 401 | 430 | 457 | 499 | 540 | 546 | 538 |

1. ↑  Een '-' betekent dat het nummer niet was genoteerd en een vetgedrukt getal geeft de hoogste notering aan.
2. ↑  2007 was het eerste jaar met een notering voor dit nummer.

## Covers
In 1984 werd het nummer bij een groot publiek bekend door een uitvoering van Paul Young, die in de Nederlandse top 40 de 25e plaats bereikte. U2 speelt Love Will Tear Us Apart vaak tijdens optredens. De band verwerkt het nummer in With Or Without You. Er bestaat tevens een coverversie van U2 samen met Arcade Fire. Ook zijn er coverversies van Fall Out Boy, 10,000 Maniacs, The Cure, The Frames, Squarepusher, Nada Surf, Nouvelle Vague, Swans, José Gonzales, The Motion Sick, Bis en Dave Gahan. DAAUs Green bevat een melodie uit het nummer. Het nummer Let's Dance To Joy Division van The Wombats is geïnspireerd op het nummer. Een kinderkoor zingt Let the Love Tear Us Apart in het lied.
De Belgische groep Customs coverde het nummer tijdens een livesessie op Studio Brussel
New Order, de band die is ontstaan uit Joy Division na de dood van Ian Curtis, heeft jarenlang geweigerd de nummers van Joy Division live te spelen. De laatste jaren echter spelen ze de bekende en veelgevraagde nummers zoals Love Will Tear Us Apart wel weer.
De coverversie van Nouvelle Vague werd in 2007 gebruikt als intro-tune van het programma Wat heet! op Nederland 3.
Ian Curtis · Peter Hook · Stephen Morris · Bernard Sumner